# الألعاب الأولمبية الصيفية 1948
الألعاب الأولمبية الصيفية الرابعة عشر أقيمت في عام 1948 في ملعب ويمبلي في لندن، إنجلترا. بعد توقف دام 12 عاماً بسبب الحرب العالمية الثانية، كان هذا الأولمبياد الأول منذ الألعاب الأولمبية الصيفية عام 1936 التي أقيمت في برلين. حدد مكان الأولمبياد عام 1940 في طوكيو، ومن ثم غير إلى هلسنكي بعدما بدأت الحرب العالمية الثانية. كما كان من المفترض قيام الألعاب الأولمبية في عام 1944 في لندن. وللمرة الأولى خطفت المرأة النجومبية من الرجال وانتزعت الهولندية فاني بلانكرز كون (32 عاما) وهي أم لثلاثة أطفال 4 ذهبيات في 100 و200 متر جري وتتابع 4×100 متر و80 متر حواجز وفازت الفرنسية ميشلين أوسترمايو بأول ذهبية في رمي الجلة. وفاز التشيكوسلفاكي اميل زاتوبيك بذهبيتي الـ10 آلاف متر والماراثون، وجمعت مصر خمس ميداليات في آخر انجاز كبير لها بوساطة أبطالها إبراهيم شمس الذي فاز بذهبية رفع الأثقال للوزن الخفيف، محمود فياض ذهبية رفع الأثقال لوزن الريشة، عطية حمودة فضية رفع الأثقال للوزن الخفيف، محمود حسن فضية المصارعة الرومانية لوزن الديك وإبراهيم عرابي برونزية المصارعة الرومانبية لوزن خفيف الثقيل.
هددت الدول العربية بمقاطعة الألعاب الأولمبية إذا رُفِع العلم الإسرائيلي في حفل الافتتاح، فيما استبعدت اللجنة الأولمبية الدولية إسرائيل من الألعاب لأسباب فنية.
طلبت إسرائيل المشاركة ولكن تم رفضها لأن اللجنة الأولمبية الدولية لم تعترف بالدولة بعد. وهذا بدوره غيّر وجهة نظر الدول العربية التي كانت تنوي مقاطعة الحدث وقررت المشاركة فيه.
يذكر أن هيئة الإذاعة البريطانية قامت بتغطية أحداث هذا الأولمبياد على شاشة التلفاز.

## الدول المشاركة

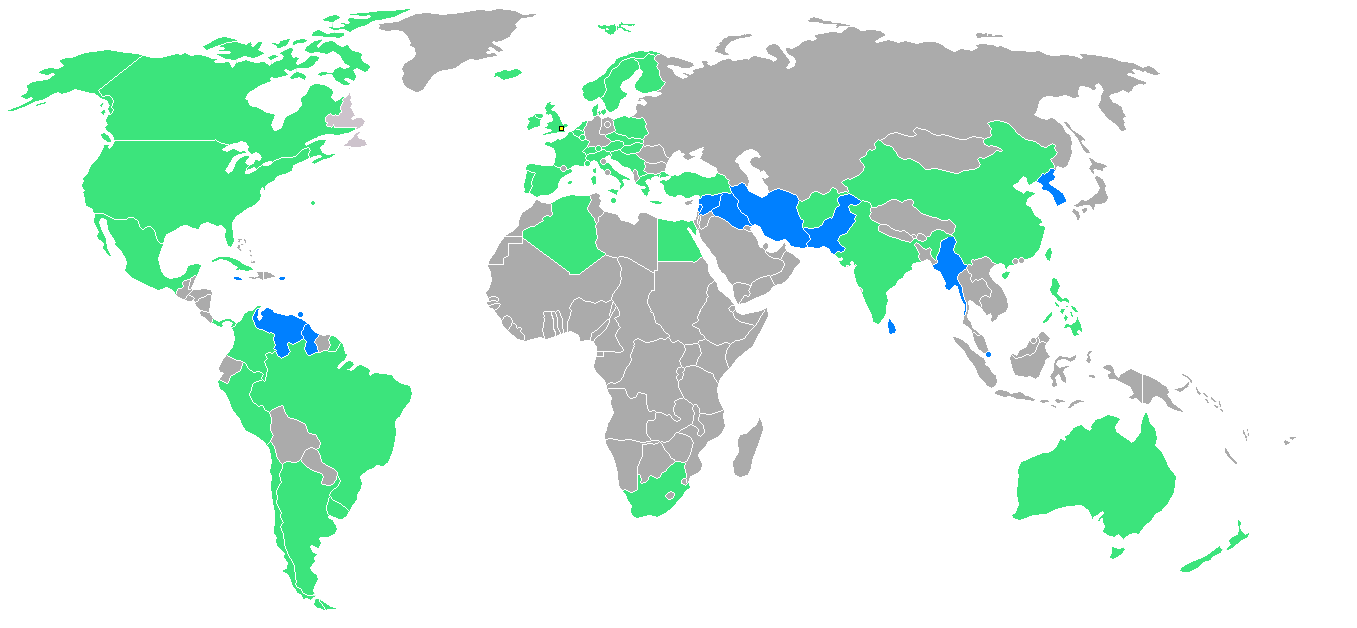
الدول المشاركة

## الميداليات الممنوحة
- ألعاب القوى
- كرة السلة
- الملاكمة
- سباق الزوارق
- سباق الدراجات
- الغطس
- الفروسية
- المبارزة
- كرة القدم
- الجمباز
- الهوكي
- البينتاثلون الحديث
- التجذيف
- الرماية
- السباحة
- كرة الماء
- رفع الأثقال
- المصارعة
- سباق اليخوت

## توزيع الميداليات
| توزيع ميداليات أولمبياد 1948 الصيفي (أعلى 10) |                  |     |     |       |         |
| المركز                                        | الدولة           | ذهب | فضة | برونز | المجموع |
| 1                                             | الولايات المتحدة | 38  | 27  | 19    | 84      |
| 2                                             | السويد           | 16  | 11  | 17    | 44      |
| 3                                             | فرنسا            | 10  | 6   | 13    | 29      |
| 4                                             | المجر            | 10  | 5   | 12    | 27      |
| 5                                             | إيطاليا          | 8   | 11  | 8     | 27      |
| 6                                             | فنلندا           | 8   | 7   | 5     | 20      |
| 7                                             | تركيا            | 6   | 4   | 2     | 12      |
| 8                                             | تشيكوسلوفاكيا    | 6   | 2   | 3     | 11      |
| 9                                             | سويسرا           | 5   | 10  | 5     | 20      |
| 10                                            | الدنمارك         | 5   | 7   | 8     | 20      |